# Francis Fowke
Francis Fowke (7. juli 1823 i Ballysillan, Belfast i Irland – 4. december 1865) var en britisk ingeniør, arkitekt og kaptajn i det britiske militærregiment Corps of Royal Engineers. 
De fleste af hans arkitektoniske arbejder blev udført i en historicistisk pastiche over renæssancen, selv om han gjorde brug af relativt ny teknologi fra denne tid for at lave flere bygninger indrammet i jern og andre metaler. Fowke studerede ved det britiske militærakademi Royal Military Academy i Woolwich. Som arkitekt og ingeniør havde han ansvaret for bygningen af flere offentlige bygninger, bl.a. Royal Albert Hall og dele af Victoria and Albert Museum. Hans pludselige dødsfald i december 1865, da han kun var 42 år gammel, skete på grund af en blodåre der sprængte. Han blev gravlagt i Brompton Cemetery i London. En medalje blev udstedt af Royal Engineers i 1865. Som et minde over hans mange arkitektoniske værker fik han et mindesmærke opkaldt efter ham. Dette mindesmærke blev produceret af medlemmer af hans eget korps.